# Stefan Stangl
Stefan Stangl [štefan štangl] (* 20. října 1991, Wagna) je rakouský fotbalový obránce a bývalý reprezentant. Mimo Rakousko působil na klubové úrovni na Slovensku. Nejčastěji nastupuje na levém kraji obrany, jedná se o moderního obránce, který kromě defenzivy dokáže podpořit i ofenzivu.

## Klubová kariéra
Svoji fotbalovou kariéru začal v týmu SV Lebring Jugend, odkud v mládeži zamířil do Sturmu Graz. V průběhu sezony 2008/09 se propracoval do seniorské kategorie, kde však převážně nastupoval za rezervu nebo hostoval v jiných mužstvech, konkrétně hrál za kluby SV Grödig a SV Horn. Za "áčko" Grazu odehrál pouze jeden ligový zápas, avšak s celkem se na podzim 2011 po neúspěchu v předkolech Ligy mistrů UEFA 2011/2012 představil v základní skupině L Evropské ligy UEFA 2011/2012, kde Sturm Graz v konfrontaci s týmy FK Lokomotiv Moskva (Rusko), AEK Athény (Řecko) a RSC Anderlecht (Belgie) skončil na čtvrtém místě a do jarní části nepostoupil. V červenci 2013 odešel do Wieneru Neustadt, ve kterém strávil rok.

### SK Rapid Wien

#### Sezóna 2014/15
Před ročníkem 2014/15 přestoupil do Rapidu Wien. Svůj první ligový zápas v dresu Rapidu odehrál v sedmém kole hraném 31. srpna 2014 v souboji s mužstvem SV Grödig, tedy proti svému bývalému zaměstnavateli. Utkání skončilo výhrou 2:0, Stangl nastoupil na celé střetnutí. V sezoně 2014/15 si připsal celkem 15 ligových startů.

#### Sezóna 2015/16
Na podzim 2015 postoupil s Vídní přes slavný nizozemský klub AFC Ajax (remíza 2:2 a výhra 3:2) do čtvrtého předkola - play-off Ligy mistrů UEFA 2015/2016. V něm Stangl proti Šachtaru Doněck nehrál, Rapid přes tento celek po prohře 0:1 a remíze 2:2 nepostoupil a kvalifikoval se do základní skupiny B Evropské ligy UEFA 2015/2016, když hráč se svým celkem v konfrontaci s týmy Villarreal CF (Španělsko), FK Dinamo Minsk (Bělorusko) a FC Viktoria Plzeň skončil na prvním místě tabulky a na jaře 2016 se představil v šestnáctifinále, kde Vídeň vypadla po prohrách 0:6 a 0:4 s mužstvem Valencia CF.
Poprvé v ročníku se střelecky prosadil ve čtvrtém kole proti Austrii Wien (výhra 5:2), trefil se v 17. minutě a svým gólem otevřel skóre zápasu. Svoji druhou branku v sezoně dal 4. 10. 2015, ale domácí porážce 1:2 s Red Bullem Salzburg nezabránil. Následně skóroval v 15. a 16. kole, kdy vsítil po jednom gólu v soubojích s kluby SV Mattersburg (výhra 6:1) a SC Rheindorf Altach (výhra 3:1). Popáté v ročníku se prosadil v odvetě s Mattersburgem (výhra 3:0), když ve 44. minutě zvyšoval na 2:0. Za rok nastoupil celkem k 26 utkáním v lize.

### FC Red Bull Salzburg
V létě 2016 se stal tehdy nejdražším obráncem v historii Rakouska, když přestoupil z Rapidu do Red Bullu Salzburg za 1,65 milionů €. S úřadujícím mistrem uzavřel kontrakt do roku 2020. Ligový debut v dresu Salzburgu zaznamenal 30. 7. 2016 ve druhém kole proti týmu Wolfsberger AC (remíza 1:1), odehrál celé střetnutí. V prosinci 2016 se o jeho služby zajímal ruský celek Terek Groznyj, avšak z angažmá nakonec sešlo. V sezoně 2016/17 vybojoval se Salzburgem „double“, tzn. ligový titul a triumf v domácím poháru, v následujícím ročníku získal s mužstvem titul v lize. V dresu Red Bullu zaznamenal během svého působení osm ligových zápasů, v červenci 2018 v mužstvu předčasně skončil a byl půl roku bez angažmá.

### FK Austria Wien (hostování)
Před jarní částí ročníku 2017/18 odešel ze Salzburgu na půlroční hostování do Austrie Wien. V dresu tohoto klubu debutoval v derby ve 21. kole hraném 4. 2. 2018 v souboji s Rapidem Wien, tedy se svým bývalým celkem. Stangl odehrál při remíze 1:1 celých devadesát minut. Na jaře 2018 nastoupil k deseti střetnutím v lize.

### ŠK Slovan Bratislava
V únoru 2019 podepsal jako volný hráč kontrakt na půl roku se slovenským týmem ŠK Slovan Bratislava a rozšířil konkurenci na levém kraji obrany, kde měli „belasí“ k dispozici pouze Artema Suchockého. Vybral si dres s číslem 20. Ligový debut v dresu Slovanu Bratislava absolvoval 5. května 2019 v sedmém kole nadstavbové části proti mužstvu MFK Ružomberok (prohra 2:3), odehrál 57 minut. V sezoně 2018/19 získali "belasí" mistrovský titul, na kterém se Stangl částečně podílel. Na jaře 2019 odehrál pouze jedno ligové utkání. V květnu téhož roku ve Slovanu po konci smlouvy skončil.

### Další angažmá
V průběhu ročníku 2019/20 se vrátil do Rakouska a uzavřel smlouvu s klubem SKN St. Pölten. Během sezony však nastoupil za celek pouze ke dvěma střetnutím a v červnu 2020 v St. Pöltenu skončil. Nové angažmá si našel následující měsíc, kdy podepsal kontrakt s německým týmem Türkgücü München

## Klubové statistiky
Aktuální k 29. červenci 2020
| Sezona    | Klub                    | Soutěž       | Zápasy | Góly |
| --------- | ----------------------- | ------------ | ------ | ---- |
| 2008/2009 | SK Sturm Graz           | Regionalliga | 3      | 0    |
| 2009/2010 | SK Sturm Graz           | Regionalliga | 26     | 3    |
| 2010/2011 | SK Sturm Graz           | Regionalliga | 26     | 2    |
| 2011/2012 | SK Sturm Graz           | Bundesliga   | 1      | 0    |
| 2011/2012 | SV Grödig (host.)       | 2. liga      | 9      | 0    |
| 2012/2013 | SV Horn (host.)         | 2. liga      | 29     | 1    |
| 2013/2014 | SC Wiener Neustadt      | Bundesliga   | 28     | 0    |
| 2014/2015 | SK Rapid Wien           | Bundesliga   | 15     | 0    |
| 2015/2016 | SK Rapid Wien           | Bundesliga   | 26     | 5    |
| 2016/2017 | FC Red Bull Salzburg    | Bundesliga   | 6      | 0    |
| 2017/2018 | FC Red Bull Salzburg    | Bundesliga   | 2      | 0    |
| 2017/2018 | FK Austria Wien (host.) | Bundesliga   | 10     | 0    |
| 2018/2019 | ŠK Slovan Bratislava    | Fortuna liga | 1      | 0    |
| 2019/2020 | SKN St. Pölten          | Bundesliga   | 2      | 0    |
| 2019/2020 | Türkgücü München        | Regionalliga |        |      |

## Reprezentační kariéra
V A-týmu Rakouska debutoval pod švýcarským trenérem Marcelem Kollerem v přátelském zápase hraném ve Vídni 15. listopadu 2016 proti reprezentaci Slovensku (remíza 0:0), na hrací plochu přišel v 69. minutě.

### Reprezentační zápasy
Zápasy Stefan Stangl v A-týmu rakouské reprezentace
| 2016               | 1 | 0 |
| 2017               | 0 | 0 |
| Celkem             | 1 | 0 |
| Platí k 7. 3. 2019 |   |   |